# Alina Soupian
Alina Soupian (28 de mayo de 2004) es una patinadora artística israelí. En el nivel juvenil, es campeona del Giro Dorado de Zagreb 2018, campeona de la Open Ice Mall Cup de 2019 y campeona nacional juvenil israelí de 2019.
Se clasificó para el patinaje libre en el Campeonato Mundial Junior de Patinaje Artístico de 2019.

## Competiciones
| Internacional         | Internacional                                   | Internacional  |
| --------------------- | ----------------------------------------------- | -------------- |
| 2019                  | Philadelphia Summer International               | 10.º           |
| 2019                  | Nebelhorn Trophy                                | 22.º           |
| Internacional: Junior |                                                 |                |
| 2018                  | Gran Premio ISU Junior de República Checa       | 10.º           |
| 2018                  | Gran Premio ISU Junior de Lituania              | 8.º            |
| 2018                  | Giro Dorado de Zagreb                           | Medalla de oro |
| 2018                  | Volvo Open Cup                                  | 6.º            |
| 2019                  | Open Ice Mall Cup                               | Medalla de oro |
| 2019                  | Europa Cup Skate Helena                         | 5.º            |
| 2019                  | Campeonato Mundial Junior de Patinaje Artístico | 24.º           |
| Nacional              |                                                 |                |
| 2019                  | Campeonato Nacional Juvenil de Israel           | Medalla de oro |